# Коверделл, Пол
Пол Дуглас Коверделл (англ. Paul Douglas Coverdell; род. 20 января 1939, Де-Мойн, Айова — ум. 18 июля 2000, Атланта, Джорджия) — американский политик-республиканец. Представлял штат Джорджия в Сенате США с 1993 года до самой смерти.

## Биография
В 1961 году окончил Университет Миссури, затем служил в армии США с 1962 по 1964. Работал бизнесменом в Джорджии. Был членом сената штата с 1971 по 1989, где он в 1974 был избран лидером меньшинства. Коверделл принимал участие в президентской кампании Джорджа Буша-старшего в 1988 году, директор Корпуса мира с 1989 по 1991 годы.
Методист. Статуя Коверделла находится в районе Бакхед в Атланте.